# Art d'Urartu
L'art d'Urartu est un art relatif à l'histoire et à une région de l'Orient antique.
L'art du royaume d'Urartu a connu une influence très importante des artistes et artisans de la région voisine, l'Assyrie, principale puissance à l'époque de son épanouissement. L'apogée de l'art d'Urartu a été atteinte au VIIIe siècle av. J.-C. Sont parvenus jusqu'à nous, datant de cette époque, des statuettes en bronze, des bijoux, des armes et d'autres objets de facture artisanale.

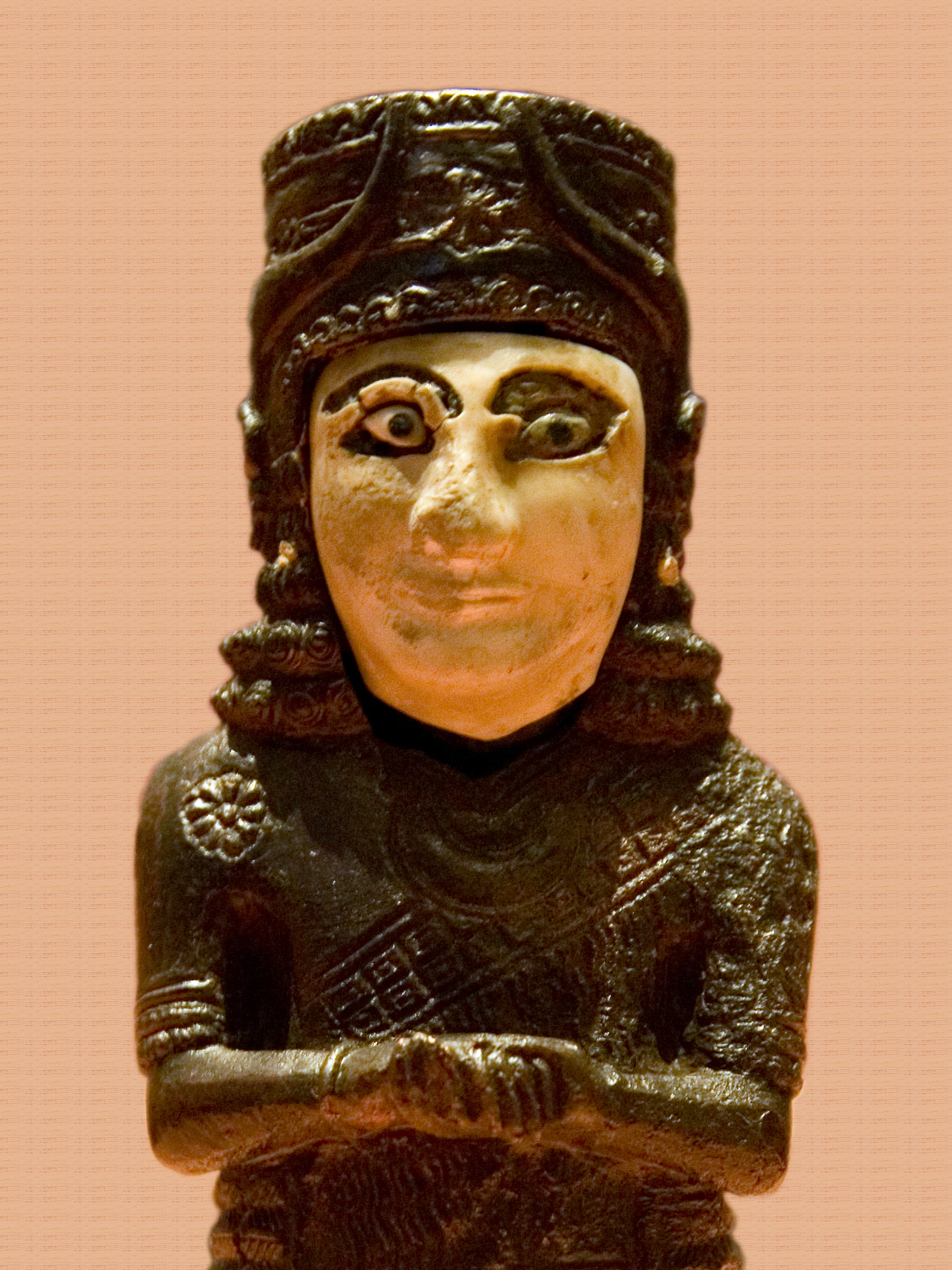
Partie en bronze du trône des rois d'Urartu, représentant une divinité ailée

## Généralités
La science dispose de relativement peu d'objets d'art du royaume d'Urartu. À la différence d'autres États du monde antique l'ensemble des objets d'art du royaume d'Urartu découverts peuvent être étudiés par un seul chercheur. 
L'art d'Urartu s'est réalisé sous une forte influence de sa voisine l'Assyrie et malgré les différences de style évidentes, pendant longtemps, cet art a été considéré comme une simple subdivision de l'art assyrien. Comme ce dernier, l'art d'Urartu était conçu comme un mode de glorification du roi et de l'état en impressionnant par sa richesse et sa splendeur
.
Les scientifiques et les historiens d'art remarquent les caractéristiques suivantes à propos de l'art d'Uratu : 1) l'observation de canons esthétiques est plus prononcée que dans d'autres cultures de l'antiquité en Orient; 2) la préférence y est donnée aux ornements, plutôt qu'à des scènes de la vie quotidienne ; 3) la tendance à copier des modèles anciens existant plutôt que d'améliorer des créations ultérieures,. C'est ainsi que le style des artisans d'Uratu est resté inchangé durant plusieurs siècles et par conséquent s'est progressivement de plus en plus simplifié et primitivisé.

### Histoire de l'étude de l'art d'Urartu
Au XIXe siècle, l'intérêt des Européens pour les antiquités du Proche-Orient a inspiré les archéologues qui en ont rempli les musées européens. Cependant, à cette époque, l'existence d'Urartu n'avait pas encore été découverte par la science, et les ruines de Tushpa et Toprakkale en Turquie, à Van, étaient considérées comme les traces d'une lointaine province d'Assyrie présentant peu d'intérêt. Les découvertes lors des fouilles de Ninive, par Austen Henry Layard en Irak, ont éclipsé les découvertes le long des rives du lac de Van. Pendant longtemps les recherches des antiquités d'Urartu ont intéressé davantage les « chercheurs de trésors » que les archéologues.
C'est ainsi que dans le courant du XIXe siècle, les musées européens (British Museum, musée du Louvre, musée de l'Ermitage et d'autres) ont commencé à présenter des objets d'art d'Urartu fournis par les collectionneurs privés. Cependant, au début, le niveau trop peu élevé des recherches, le manque de fouilles sur les sites d'Urartu, ont amené les historiens à classer les antiquités urartes comme étant d'origine assyrienne, ou encore sassanides. Ce n'est qu'au milieu du XXe siècle, quand les recherches sur Urartu ont progressé considérablement et que l'écriture cunéiforme a été déchiffrée que les objets d'art trouvés sur les sites archéologiques ont pu être classés correctement. Les fouilles systématiques des anciennes villes d'Urartu, Teishebani et Erebouni, réalisées durant l'époque soviétique sur le territoire de l'Arménie ont été particulièrement fructueuses et ont contribué à l'étude l'art de l'Urartu.

## Catégories d'objets d'art d'Urartu

### Statuettes de bronze
Les artisans d'Urartu pouvaient réaliser des statues en bronze de belles dimensions. Ainsi lors du pillage de Musasir en Assyrie ils ont emporté des statues en bronze des rois d'Urartu et celle d'Argishti Ier, d'une masse de 60 talents (environ 1,8 tonne). Cependant aucune œuvre en bronze ne nous est parvenue de taille comparable ou même des parties d'œuvres.
Les sculptures de bronze ont été réalisées au moyen d'un modèle de cire, puis ciselées ou recouvertes d'or
.
Les petites statuettes de bronze d'Urartu peuvent être divisées en trois groupes : les ornements du trône de rois de la Liste des rois d'Urartu, les ornements de cuivre de chaudrons et de rares statuettes représentant des dieux. Pratiquement toutes les statuettes sont de l'art appliqué, des objets utilitaires luxueux de courtisans.

#### Le trône des rois d'Urartu
À la fin du XIXe siècle, les chasseurs de trésors ont vendu aux musées européens plusieurs petites parties de bronze qui à l'examen se sont avérés être des parties d'un même trône, celui des rois de la liste des rois d'Urartu.
Les parties conservées de ce trône étaient toutes en bronze (par coulage et cire fondue). Cette technique implique que chaque pièce doit être créée séparément puis enveloppée dans un moule réfractaire et remplie de cire fondue. Le métal est versé dans le moule, la cire fond et le moule réfractaire conserve les formes prévues par l'artisan. Chaque pièce est fabriquée séparément et n'est jamais absolument identique à une autre. La pièce obtenue est ensuite dorée par l'application de minces couches de feuilles d'or.
| | |  |  |  |
| | Figurines en bronze, parties du trône conservé à Saint-Pétersbourg au musée de l'Ermitage, Russie. Les figurines en bronze ont conservé des traces de dorure. Les visages des bêtes sauvages et de la divinité sa trouvant à droite étaient en pierre, probablement incrustés de pierres précieuses, de sorte que tous les visages ont été brisés et non conservés. |  |  |  |
| | |  |  |  |
| Les parties symétriques supérieures du trône : à gauche, partie provenant de l'Ermitage, à droite une partie provenant du British Museum. Sur base des similitudes, les scientifiques ont pu déterminer qu'il s'agissait du même objet. En outre, les figurines ont comme caractéristiques des rainures conçues pour fixer la partie horizontale et verticale. Chaque élément a été marqué de signes hiéroglyphes correspondants. | |  |  |  |

#### Vaisselle décorée
Les figurines en bronze qui décorent les chaudrons sont parmi les objets les plus nombreux d'Urartu à avoir été conservés. Selon les scientifiques ce sont eux qui ont permis à l'origine d'identifier le style Urartu dans les ustensiles trouvés au XXe siècle.
Les chaudrons en cuivre décorés, semblent être principalement servir pour les sacrifices rituels. Les annales assyriennes du roi Sargon II, par exemple, mentionnent un tel récipient remplis de vin lors de libations destinées au dieu Haldi. Les figurines accolées aux chaudrons ont été réalisées séparément, puis fixées sur eux.
Parmi ces figurines décoratives de chaudrons on voit des têtes de taureaux et aussi des divinités ailées plus souvent féminines que masculines. Une hypothèse a été émise suivant laquelle ces divinités représentaient le dieu Chivini et son épouse la déesse Tushpuea. La technique de moulage des pièces de bronze des chaudrons provient en Urartu des pays voisins d'Asie Mineure, en particulier de Phrygie, et est une forme d'art du Proche-Orient qui a pénétré par la suite en Europe. On a trouvé des décorations de chaudrons en Grèce, en Italie, à Rhodes, Athènes, en Béotie, à Delphes, à Olympie, en dans les tombes d'Etrurie. Au début des recherches, de nombreux ornements d'Urartu ont été classés par les chercheurs comme des objets antiques en général, mais depuis le milieu du XXe siècle, après un examen détaillé, ils sont classés comme spécifiquement originaires de l'art d'Urartu,,. Les scientifiques ont même noté que des figures de bronze d'Urartu utilisées sur des chaudrons avaient été utilisées par d'autres peuples pour décorer leurs bateaux.
Les tasses et les plats étaient plus souvent décorés de scènes de batailles, d'images de cavaliers et de chars.
|  | |  |
|  | À gauche, un chaudron avec des figures de taureaux, découvert dans le raïon de Vana. Au-dessus, un chaudron découvert dans des fouilles en Phrygie en Turquie occidentale, mais qui est classé malgré tout parmi les découvertes dans l'art Urartu. Cette figurine qui décore le chaudron est probablement une représentation du dieu d'Urartu du soleil appelé Chivini. |  |

#### Statues de dieux
À la fin du XXe siècle ont été découvertes trois statuettes de bronze représentant des dieux de la liste des dieux d'Urartu. Il semble que les divinités n'étaient représentées en bronze que pour servir dans les cérémonies religieuses. Une des statuettes est sans doute le dieu Haldi, conservé au British Museum, les deux autres au musée d'histoire de l'Arménie (une copie se trouve au musée Erebouni).
|  |  | À gauche : Statuette du dieu d'Urartu de la guerre Teisheba. Elle a été découverte en 1941 dans les fouilles de Karmir-Blour dans les ruines de la forteresse de Teishebani, appelée par ce nom en l'honneur de ce dieu. À droite: Statuette de la déesse Arubani, épouse du dieu Haldi achetée à plusieurs reprises par des collectionneurs particuliers d'antiquités avant de rentrer dans les collections du musée d'histoire de l'Arménie en 1936. Il est possible que cette statuette ait été découverte sur les berges du lac de Van. |

### Armes
Il existe une catégorie distincte de l'art d'Urartu qui concerne les armes ayant appartenu à des rois d'Urartu. Ces armes d'apparat comprennent des casques de combat, des épées, des carquois, des boucliers et des cottes de mailles. Sur ces armes sont représentés des motifs typiques du Moyen-Orient : lions et taureaux, serpents, divinités ailées, vénération de l'arbre de vie.

#### Casques
Les scientifiques ne connaissent suffisamment à propos des casques de combat que depuis les fouilles de Teishebani où ils en ont découvert plus d'une vingtaine. Les casques d'apparat ne se différencient guère des casques de combats de guerriers d'Urartu que parce qu'ils sont décorés artistiquement.
|  | |  |                                                         |  |
|  | L'inscription sur le casque dit: Au dieu Haldi, seigneur, ce casque de Sarduri II, fils d'Argishti Ier, est consacré pour toute la vie. |  | Fragment sur un casque avec le motif de l'Arbre de vie. |  |

#### Boucliers
Les scientifiques disposent de plusieurs boucliers d'apparat en bronze. Tous ces boucliers d'apparat étaient décorés de cercles concentriques garnis de lions et de taureaux. De tels boucliers n'étaient pas prévus pour les combats : l'épaisseur de la plaque de bronze, la nature des attaches à l'arrière indiquent qu'ils étaient utilisés pour les offrandes (par exemple dans les temples), où ils étaient suspendus aux murs. Le diamètre de ces boucliers variait de 70 cm à un mètre. Les images étaient étampées sur la surface du bouclier puis décapées avec plusieurs outils. La composition des figures est organisée de telle manière qu'aucune de celles-ci ne semble être à l'envers. Plusieurs de ces boucliers ont été découverts dans le raïon de Van, d'où ils se sont retrouvés ensuite au British Museum et dans des musées de Berlin. 14 de ceux-ci ont été découverts lors de fouilles à Teishebani sur la colline de Karmir-Blour.
On sait également qu'il existe des boucliers d'Urartu en or qui n'ont pas été conservé. En Assyrie, le tsar Sargon II, décrivant la richesse des objets du pillage de Musasir, dit qu'il comprenait six boucliers en or d'Urartu qui pesaient chacun 6,5 kg.
| | Dessin de bouclier |  | | Dessin de bouclier |
| | |  | | |
| Bouclier de Sarduri II. Cunéiforme avec inscription sur le bord: Au dieu Haldi, seigneur, ce bouclier de Sarduri II, fils d'Argishti Ier, est dédié. Par le grand dieu Khaldi Sardouri, le roi des puissants, le roi des grands, le roi du pays d'Urartu, souverain de la ville de Tushpa. À droite de l'image — dessin de bouclier (appuyer pour agrandir). | Bouclier de Sarduri II. Cunéiforme avec inscription sur le bord: Au dieu Haldi, seigneur, ce bouclier de Sarduri II, fils d'Argishti Ier, est dédié. Par le grand dieu Khaldi Sardouri, le roi des puissants, le roi des grands, le roi du pays d'Urartu, souverain de la ville de Tushpa. À droite de l'image — dessin de bouclier (appuyer pour agrandir). |  | Bouclier d'Argishti Ier. en caractères cunéiformes est inscrit sur le bord : Ce bouclier appartient à l'armurerie d'Argishti Ier, fils de Menua. Arghisti fils de Menua, puissant roi, de la région d'Urartu, souverain de la ville de Tushpa. Ce bouclier est dédié au dieu Haldi par Arghisti fils de Menua. À droite de l'image — dessin du bouclier (appuyer pour agrandir). | Bouclier d'Argishti Ier. en caractères cunéiformes est inscrit sur le bord : Ce bouclier appartient à l'armurerie d'Argishti Ier, fils de Menua. Arghisti fils de Menua, puissant roi, de la région d'Urartu, souverain de la ville de Tushpa. Ce bouclier est dédié au dieu Haldi par Arghisti fils de Menua. À droite de l'image — dessin du bouclier (appuyer pour agrandir). |

#### Carquois
Lors des fouilles archéologiques, seuls trois carquois seulement ont été découverts et tous les trois sur le territoire de l'Arménie lors des fouilles du dernier bastion d'Urartu, la ville de Teishebani. L'un des carquois a été transféré au musée de l'Ermitage, les deux autres se trouvent au musée d'histoire de l'Arménie. Les carquois royaux étaient en bronze, sur la face du carquois sont représentés des guerriers d'Urartu.
|                                                                   |  |
| Carquois, appartenant à Sarduri II (musée de l'Ermitage)          |  |
|                                                                   |  |
| Partie supérieure du carquois de Sarduri II, en haut à gauche.    |  |
| Carquois appartenant à Argishti I (musée d'histoire de l'Arménie) |  |

#### Armures
Des armures d'apparat de guerriers d'Urartu ont été trouvées lors de fouilles à Teishebani. Des restes mal conservés des cottes de mailles d'Argishti I ont été trouvées également et sont conservées au musée Erebouni à Erevan). Sont mieux conservées les ceintures en bronze de guerriers ont été trouvées en Turquie lors des fouilles d'Altıntepe, en Iran près du lac d'Ourmia, et, en Arménie, dans des tombes lors de fouilles à Karmir-Blour. Les ceintures servent à protéger le corps comme une armure. Elles ont une largeur de 12 cm et une longueur d'un mètre environ. 
| |  | |
| Restes d'une ceinture en métal d'Urartu, découverts lors de fouilles dans la ville d'Erebouni sur la colline d'Arin Berd. Ils sont conservés au musée Erebouni à Erevan. |  | Ceinture en bronze d'Urartu, découverte dans la région de Van (Turquie). Conservée au musée des civilisations anatoliennes à Ankara. |

### Bijoux
Les bijoux d'Urartu peuvent être répartis en deux catégories: 1) les bijoux en métaux précieux et en pierre appartenant à l'art de la cour; 2) variétés simplifiées de ces bijoux réalisés en bronze et utilisés par les couches moins riches de la société d'Urartu. Les chercheurs considèrent que beaucoup de bijoux, en plus de leur fonction décorative, étaient censés dotés de propriétés magiques telles des amulettes.
Peu de pièces de la production en métaux précieux fabriqués dans l'Urartu ont été retrouvés. Les annales d'Assyrie du roi Sargon II mentionnent différents articles en métal précieux comme des : baguettes, divers récipients, des pendentifs en argent ou en or. Ces trésors ont été emportés par les assyriens de Musasir en 714 On n'en retrouve plus de nos jours. Dans certains cas, des chercheurs de trésors découvrent d'importantes pièces d'or ou d'argent et ils les expédient dans une fonderie ne sachant pas toujours qu'il s'agit de pièces d'Urartu. Parmi les pièces d'orfèvrerie les plus importantes originaires d'Urartu, il faut citer le pendentif découvert par une expédition venant de Berlin lors des fouilles dans la capitale d'Urartu Toprakkale, et le couvercle d'un chaudron découvert lors des fouilles à Teishebani.
| | |
| Parure féminine en argent (pectoral) avec une représentation du dieu Haldi (sur le trône) et son épouse, la déesse urartienne Arubani. Le pectoral est conservé par un musée de Berlin. | Couvercle de chaudron en argent garni d'une figure représentant une grenade. Mentionné comme propriété du tsar Argishti Ier, Musée d'histoire de l'Arménie. |

Parmi les nombreux petits bijoux produits à Urartu qui ont été découverts lors de fouilles, on trouve des épingles en or et en argent, des boucles d'oreilles en or, des parties de bracelets en or et encore des médaillons. Ces découvertes ont été faites lors de fouilles sur le territoire actuel de la Turquie et de l'Arménie. Les bijoux pour femmes représentent souvent la déesse Arubani, épouse du dieu suprême d'Urartu, Haldi. En outre, des motifs de Mésopotamie se trouvent également tels que l'Arbre de vie, le disque solaire ailé et d'autres. Parmi les bijoux plus populaires se trouvent de nombreux échantillons de bracelets et de boucles d'oreilles, des colliers en bronze, en cornaline. À Urartu, comme dans beaucoup d'autres régions de l'Orient ancien, les hommes comme les femmes portaient des bijoux.
| |  |  |  |
| À gauche en haut: boucles d'oreilles en or d'Urartu et médaillon en argent (endommagé par un incendie lors de la prise de Teishebani), découverts lors des fouilles de Karmir-Blour, musée d'histoire de l'Arménie. À droite: collier en cornaline, négocié avec des chercheurs de trésors dans le raïon de Van (Turquie), Musée des civilisations anatoliennes . |  |  |  |

### Architecture
L'architecture d'Urartu est représentée par des villes fortifiées et des complexes de palais et de temples. Les villes fortifiées telles que Erebouni ou Toushpa sont des ensembles architecturaux dotés de locaux religieux et commerciaux. La brique cure et la pierre constituent les matériaux utilisés pour les construire. Certaines villes d'Urartu ont été construites sur base de plans caractérisés par des rues parallèles et un système de défense à niveaux multiples.
De manière relativement inattendue les constructions en pierre ont été peu conservées. Ainsi contrairement aux attentes des scientifiques à Tushpa près de Van on n'a pas découvert de bas-reliefs ou de sculptures monumentales. Aucune grande pierre n'a été découverte lors des fouilles de Toprakkale (Urartu), alors que sur les bas-reliefs d'Assyrie du roi Sargon II, représentent la ville d'Urartu de Musasir, on voit que de grandes statues sont installées dans la dite ville. Plusieurs petites parties de reliefs ont par contre été découverts dans d'autres régions de Turquie. Il est possible que la première ville de résidence des rois d'Urartu à Tushpa puis à Toprakkale ait subi de la part des Mèdes des destructions importantes lors de leur prise de ces villes et que les sculptures monumentales aient été détruites également. À Urartu, des monuments commémoratifs ont été élevés sous forme de pierres verticales munies d'inscriptions qui, plus tard, ont été des prototypes pour les khatchkars.
| |  |  |  |  |
| À gauche: Vestiges d'un bas-relief important en pierre avec une représentation de la déesse Teisheba, debout sur un taureau. Il a été découvert dans les ruines de la citadelle d'Adildjevaz, et conservés au Musée de Van; Au-dessus: Deux coffrets en pierre découverts lors des fouilles de Karmir-Blourе. Conservés au musée Erebouni à Erevan. À droite : représentation d'un griffon et d'un disque ailé. |  |  |  |  |

### Céramique
Les scientifiques disposent de nombreux produits d'Urartu fabriqués à partir d'argile. Les potiers d'Urartu, outre des produits en simple céramique, utilisés à des fins utilitaires économiques, fabriquaient des poteries artistiques de céramique, décorées de représentations de divinités et d'animaux. Certains vases rituels et de la vaisselle royale étaient réalisés à partir d'argile garnie de couleurs.
| |  |  |  |  |
| De gauche à droite:rhyton en argile peint en forme de botte. Découvert lors des fouilles sur Karmir-Blour. Conservé au musée d'histoire de l'Arménie; rhyton en forme de cou d'animal. Découvert dans le raïon de Van (Turquie). Conservé au musée archéologique d'Istanbul; Vase rituel garni de têtes de taureaux. Découvert lors des fouilles de sépultures de l'époque d'Urartu sur le territoire de l'Arménie. Conservé au musée Erebouni . |  |  |  |  |

### Objets en bois et en os
Les produits en os et en particulier en bois, sont des découvertes archéologiques peu fréquentes pour la période de l'Orient antique étant donné la mauvaise conservation de ces matériaux. Il reste toutefois que, sous forme de débris, plusieurs objets ont été retrouvés par des archéologues. Lors des fouilles à Teishebani ont été découverts des morceaux de peignes en os décorés. La seule œuvre en bois d'importance est en fait la tête d'un cheval découverte parmi les fouilles de Teishebani. Cette tête ornait un autre objet plus grand qui n'a pas été conservé.
| |  |  |  |  |
| De gauche à droite :candélabre d'Urartu, découvert lors des fouilles de Toprakkale. (Inserts en bois — actuels en os et en bronze — originaux). Conservé au musée des civilisations anatoliennes à Ankara ; Décorations du pied du même candélabre en forme de lion; deux plaquettes en os décorant d'autres objets représentant des génies (découvert lors des fouilles à Toprakh-Kale, conservés au musée des civilisations anatoliennes d'Ankara ; tête de cheval en bois, découverts lors des fouilles de Karmir-Blour, conservé au Musée d'histoire de l'Arménie. |  |  |  |  |

### Peintures murales
L'art monumental d'Urartu est représenté aussi par des peintures murales colorées, miraculeusement conservées dans les ruines de la citadelle d'Erebouni. Bien que des peintures de ce genre aient été largement répandues en Mésopotamie et sans doute, de là se soient étendues en Urartu, c'est à Erebouni qu'elles sont le mieux conservées par rapport aux autres dans les villes antiques du Proche-Orient. Cela fait d'elles un monument unique de l'art de l'orient Ancien Erebouni, à la différence de beaucoup de cités d'Urartu n' pas été incendiée pendant une guerre, mais a été abandonnée sans combattre , ce qui a permis de sauver des peintures uniques,. Certaines peintures murales d'Erebouni ont été exposées à Erevan au Musée Erebouni et à Moscou au Musée des Beaux-Arts Pouchkine.
|  |  |  |
|  |  |  |

### Sceaux-cylindres
À Urartu, comme dans d'autres États du Proche-Orient, des sceau-cylindre ont été utilisés et servait en même temps d'amulettes.
La technologie et les motifs représentés sur les sceaux d'Urartu ont été imités de manière évidente au sceaux de l'Assyrie voisine. Mais la qualité artistique des sceaux d'Urartu qui sont arrivés jusqu'à nous est nettement inférieure à ceux d'Assyrie. Il reste qu'ils présentent un intérêt pour l'étude de l'art d'Urartu.
| |  |  |
| Les sceaux cylindriques représentent traditionnellement des motifs cosmiques ou religieux, moins souvent des scènes de chasse. Sur les échantillons présentés ce sont des représentations de la lune, des étoiles, des archers en train de viser et parfois l'Arbre de vie. |  |  |

## Héritage de l'art d'Urartu
Après la chute de la civilisation d'Urartu au VIe siècle av. J.-C., les caractéristiques de l'art urartien ont été remarquées par des artistes de peuples voisins. Ainsi lors de fouilles de la ville d'Eroubini un trésor en argent de l'époque des Achéménides a été découvert dans lequel les techniques artistiques de représentations de personnages humains sont mises en relief.
|  |  |  |  | Les rhytons en argent de l'époque des Achéménides associent des éléments orientaux de la Grèce antique et d'autres de l'art d'Urartu. Cet aspect a permis aux scientifiques de parler de l'influence de l'art d'Urartu sur celui de la Perse. |

Le rhyton de droite a une partie antérieure formée par un cavalier, Il est coiffé d'un haut bonnet arrondi, Des chevrons sur une bande sont gravées sur les manches de son manteau, Il porte à la ceinture un couteau dans une gaine. Le costume du cavalier ressemble à celui des Mèdes de la fresque de Persépolis. Le poitrail du cheval est ceint d'une grande chaîne.
Le rhyton de gauche a la forme d'un gobelet avec plusieurs figures en relief, Au centre, un homme assis, à gauche un serviteur lui présente une coupe et plus loin à l'arrière un musicien joue de la double flute . C'est le plus ancien rhyton à bordure de personnages .  
Boris Piotrovski a épis un certain nombre d'observations pour suggérer que la technique de décoration artistique des Scythes que ce soient des ceintures, des fourreaux et d'autres objets avait probablement été empruntée aux artistes d'Urartu. Par ailleurs les chercheurs ont remarqué que la décoration des chaudrons d'Urartu avait pénétré chez les peuples voisins de l'Antiquité classique.
Il faut encore citer l'important influence qu'a eu la culture d'Urartu sur les régions de Transcaucasie et d'Arménie en particulier. Elle se retrouve en architecture, dans les méthodes d'irrigation, dans l'artisanat. Il est toutefois difficile pour les scientifiques et les historiens d'art de prouver cette influence en raison du petit nombre d'échantillons qui nous sont parvenus. Mais il reste que l'influence de la culture d'Urartu sur l'Arménie et le sud de la Géorgie est considérée comme une réalité généralement acceptée. Suivant Igor M. Diakonoff (en), «en étudiant l'histoire socio-économique ou culturelle la plus ancienne du peuple d'Arménie, on ne peut que partir de rien et chercher au VIe siècle et Ve siècle av. J.-C. les relations primitives de la communauté ; il n'y a pas de doute que pour comprendre correctement l'histoire des anciens arméniens il faut connaître l'histoire ancienne des Hourrites et des Urartes en encore des Louvites». Il faut aussi s'intéresser à l'influence de la culture d'Urartu sur le Proche-Orient, et en premier lieu sur les Mèdes.